# Mercedes-Benz W 15
Der Mercedes-Benz Typ 170 ist ein Wagen der Marke Mercedes-Benz und wurde von der Daimler-Benz AG im Oktober 1931 auf dem Pariser Autosalon vorgestellt. Der Wagen gilt als wichtigste Konstruktion von Hans Nibel, der 1929 als Nachfolger von Ferdinand Porsche Technischer Direktor (Chefkonstrukteur) von Daimler-Benz wurde.

## Mercedes-Benz 170
Der Typ 170 ist der erste Mercedes mit Einzelradaufhängung an allen vier Rädern anstelle der vorherigen Starrachsen. Vorn sind die Räder, vergleichbar mit Doppelquerlenkern, an zwei querliegenden Blattfedern aufgehängt. Diese damals genau wie die Pendelachse auch „Schwingachse“ genannte Konstruktion bot wegen der geringeren ungefederten Massen höheren Fahrkomfort als die damals noch weit verbreiteten Starrachsen. Bei der hinteren Zweigelenk-Pendelachse, sind die Hüllrohre der Antriebswellen am Differentialgetriebe zapfengelagert und stützen sich über je zwei Schraubenfedern auf der Radseite gegen den U-Profil-Niederrahmen ab. Nach und nach wurden Pendelachsen in allen Modellen von Mercedes-Benz eingebaut.
Der Wagen hat einen Sechszylinder-Reihenmotor mit einem Hubraum von 1692 cm³ und einer Leistung von 32 PS (23,5 kW) bei 3200/min und ein Dreigang-Schaltgetriebe mit zusätzlichem Schnellgang 1 : 0,73. Er ist bis zu 90 km/h schnell, verbraucht 11 Liter Benzin auf 100 Kilometer und war für damalige Verhältnisse gut ausgestattet: „Öldruck“-Vierradbremse, also hydraulisch betätigte Trommelbremsen an allen Rädern, Zentralschmierung, Wasserkühlung mit Pumpe und Thermostat und ein Zünd-Lenkschloss als Diebstahlsicherung gehörten zur Serienausstattung.
Nibel konstruierte ein kompaktes und leichtes Auto. Das Fahrgestell mit Motor, Antrieb und Achsen wiegt 750 kg, das komplette Fahrzeug je nach Aufbau zwischen 1050 und 1200 kg bei einem zulässigen Gesamtgewicht von 1455 kg.

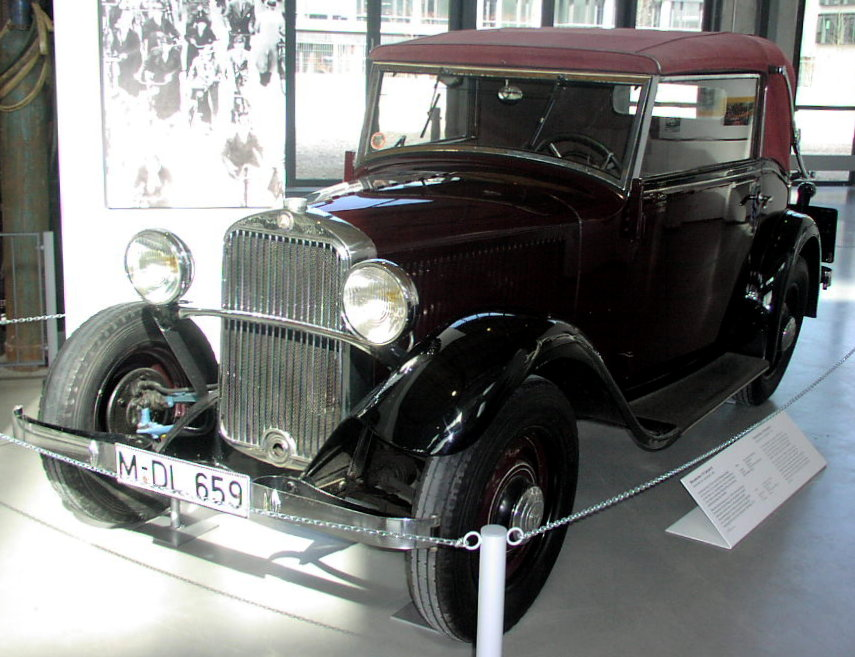
Mercedes-Benz Typ 170 Cabriolet C (1934)

Der Wagen war zunächst nur als Fahrgestell, viertürige Limousine und Cabriolet C erhältlich. Beide Varianten wurden zunächst serienmäßig mit einem freistehenden Koffer am Heck geliefert. Ab 1935 wurde der Koffer in die Karosserie eingefügt. Im Laufe der Jahre kamen eine zweitürige Limousine, ein zweitüriger Tourenwagen, ein Cabriolet A, ein Sport-Roadster und ein Kübelwagen für die Reichswehr (ab 1935 Wehrmacht) dazu.

## L 300 Kastenwagen

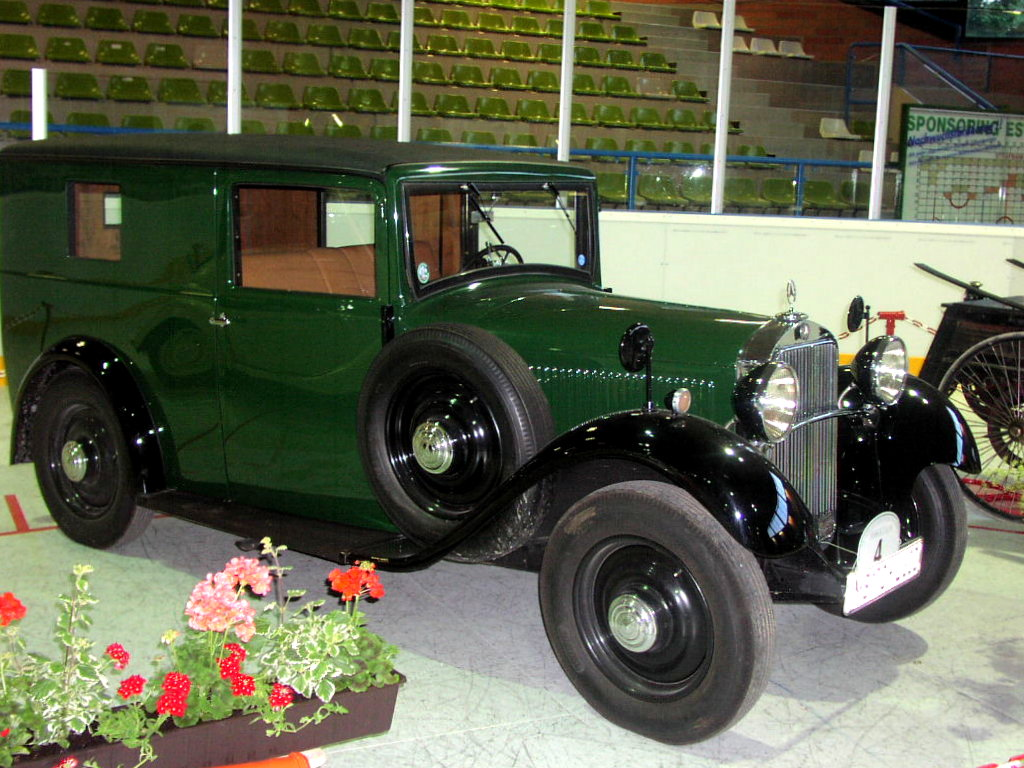
Mercedes-Benz-Kastenwagen Typ
L 300

Ab Frühjahr 1932 war auch ein Kastenwagen Typ L 300 erhältlich. Er hatte die Technik des Typs 170 und eine erlaubte Zuladung von 300 kg – daher der Name. In der Weltwirtschaftskrise ermöglichte der kleine Wagen der Daimler-Benz AG, die sonst nur größere und teurere Fahrzeuge anbot, das Überleben. Die moderne Konstruktion mit Pendelachse, Schraubenfedern und hydraulischen Bremsen sorgte für ein gutes und sicheres Fahrverhalten. Die Baureihe wurde bis 1936 hergestellt und dann durch den Typ 170 V mit Vierzylindermotor ersetzt. Unter anderem wurden auch die Typen 200 / 230 / 260 D von dieser Konstruktion abgeleitet.

## Technische Daten
|                                              | 170 | L 300 Kastenwagen                                       |
| -------------------------------------------- | --- | ------------------------------------------------------- |
| Konstruktionsbezeichnung                     | W 15 | W 15                                                    |
| Bauzeitraum                                  | 1931–1936 | 1932–1935                                               |
| Motor                                        | |                                                         |
| Arbeitsverfahren                             | Viertakt-Otto | Viertakt-Otto                                           |
| Anordnung im Fahrzeug                        | vorn, längs; stehend | vorn, längs; stehend                                    |
| Motor-Typ / -Baumuster                       | M 15 | M 15                                                    |
| Zylinderzahl / -anordnung                    | 6 / Reihe | 6 / Reihe                                               |
| Bohrung × Hub                                | 65 × 85 mm | 65 × 85 mm                                              |
| Hubraum                                      | 1692 cm³ (nach Steuerformel 1680 cm³) | 1692 cm³ (nach Steuerformel 1680 cm³)                   |
| Verdichtungsverhältnis                       | 5,75–6,0 : 1 | 5,75–6,0 : 1                                            |
| Leistung / bei                               | 24 kW (32 PS) | 24 kW (32 PS)                                           |
| Ventilanordnung / -anzahl                    | 1 Einlass, 1 Auslass / seitlich stehend | 1 Einlass, 1 Auslass / seitlich stehend                 |
| Ventilsteuerung                              | 1 seitliche Nockenwelle | 1 seitliche Nockenwelle                                 |
| Nockenwellenantrieb                          | über Stirnräder | über Stirnräder                                         |
| Gemischbildung                               | 1 Steigstromvergaser Solex 30 FVST oder Solex 30 BFV | 1 Steigstromvergaser Solex 30 FVST oder Solex 30 BFV    |
| Kraftstofftank: Anordnung / Fassungsvermögen | im Motorraum / 33 l | im Motorraum / 33 l                                     |
| Fahrwerk und Kraftübertragung                | |                                                         |
| Rahmenausführung                             | U-Profil-, ab 1934 Kastenprofil-Pressstahl-Niederrahmen | U-Profil-, ab 1934 Kastenprofil-Pressstahl-Niederrahmen |
| Radaufhängung; vorne                         | je 1 Querfeder oben und unten, Hebel-Stoßdämpfer | je 1 Querfeder oben und unten, Hebel-Stoßdämpfer        |
| Radaufhängung; hinten                        | Pendelachse | Pendelachse                                             |
| Federung; vorne                              | Querfedern | Querfedern                                              |
| Federung; hinten                             | Doppel-Schraubenfedern | Doppel-Schraubenfedern                                  |
| Lenkung                                      | Schneckenlenkung | Schneckenlenkung                                        |
| Bremsanlage (Fußbremse)                      | hydraulisch, auf Vorder- und Hinterräder wirkend | hydraulisch, auf Vorder- und Hinterräder wirkend        |
| Feststellbremse (Handbremse)                 | mechanisch; Außenbandbremse vorn am Differentialgehäuse | mechanisch; Außenbandbremse vorn am Differentialgehäuse |
| Räder                                        | Scheibenräder | Scheibenräder                                           |
| Felgen                                       | Tiefbettfelge | Tiefbettfelge                                           |
| Reifen                                       | 5,25-17 (Prototypen: 4,75 / 5,00-18) | 5,25-17 (Prototypen: 4,75 / 5,00-18)                    |
| Angetriebene Räder                           | Hinterräder | Hinterräder                                             |
| Kraftübertragung                             | Kardanwelle | Kardanwelle                                             |
| Getriebe und Fahrleistungen                  | |                                                         |
| Getriebe (serienmäßig)                       | 3-Gang-Schaltgetriebe mit zusätzlichem Schnellgang | 3-Gang-Schaltgetriebe mit zusätzlichem Schnellgang      |
| Schaltung                                    | Schalthebel Wagenmitte | Schalthebel Wagenmitte                                  |
| Kupplung                                     | Einscheiben-Trockenkupplung | Einscheiben-Trockenkupplung                             |
| Getriebeart                                  | Zahnrad-Wechselgetriebe | Zahnrad-Wechselgetriebe                                 |
| Getriebe-Übersetzung                         | I. 3,33; II. 1,71; III. 1,0; S. 0,73 | I. 3,33; II. 1,71; III. 1,0; S. 0,73                    |
| Achsantriebsübersetzung                      | 6,11 | 6,11                                                    |
| Höchstgeschwindigkeit                        | 90 km/h | 90 km/h                                                 |
| Kraftstoffverbrauch                          | 11 l/100 km | 11 l/100 km                                             |
| Abmessungen und Gewichte                     | |                                                         |
| Radstand                                     | 2600 mm | 2600 mm                                                 |
| Spur vorne / hinten                          | 1340 / 1340 mm | 1340 / 1340 mm                                          |
| Länge                                        | 3940 mm (mit Stoßstangen 4060 mm) | 3700 mm                                                 |
| Breite                                       | 1630 mm | 1630 mm                                                 |
| Höhe                                         | 1650 mm | 1650 mm                                                 |
| Gewicht des Fahrgestells                     | 750 kg | k. A.                                                   |
| Leergewicht (Wagengewicht)                   | 1050–1200 kg | 1150 kg                                                 |
| Zul. Gesamtgewicht                           | 1455 kg | k. A.                                                   |
| Allgemeine Daten                             | |                                                         |
| Stückzahl                                    | 13.775 | 126                                                     |
| Preise                                       | 1931: Fahrgestell: 3.800 RM Limousine 4 Türen (Koffer freistehend): 4.400 RM Cabriolet C (Koffer freistehend): 5.575 RM 1932–1933: Fahrgestell: 3.800 RM Limousine 4 Türen (Koffer freistehend): 4.400 RM Cabriolet C (Koffer freistehend): 5.575 RM Sport-Roadster 2 (2) Sitze: 5.500 RM 1934–1935: Fahrgestell: 3.800 RM Limousine 4 Türen (Koffer freistehend): 4.150 RM Limousine 4 Türen (Koffer angebaut): 4.400 RM Limousine 2 Türen (mit Kofferraum): 4.300 RM Cabriolet C (Koffer freistehend): 4.975 RM Cabriolet C (Koffer angebaut): 5.575 RM Cabriolet C (mit Kofferraum): 5.300 RM Tourenwagen 2 Türen: 5.200 RM Tourenwagen 2 Türen "Sindelfingen": 5.400 RM Sport-Roadster 2 (2) Sitze: 5.500 RM Sport-Cabriolet A 2/3 Sitze: 7.000 RM 1936: Fahrgestell: 3.800 RM Limousine 4 Türen (Koffer angebaut): 3.950 RM Limousine 2 Türen (mit Kofferraum): 3.950 RM Cabriolet C (mit Kofferraum): 4.700 RM Tourenwagen 2 Türen: 4.800 RM Tourenwagen 2 Türen "Sindelfingen": 4.950 RM Sport-Roadster 2 (2) Sitze: 5.100 RM Sport-Cabriolet A 2/3 Sitze: 6.500 RM | 4.450 RM                                                |
| Belege                                       | |                                                         |